# Бласко де Небра, Мануэль
Мануэ́ль Бла́ско де Не́бра (исп. Manuel Blasco de Nebra; 2 мая 1750 Севилья, Испания — 12 сентября 1784 Севилья, Испания) — испанский композитор и органист.

## Биография
Испанский органист и композитор родился 2 мая 1750 года в Севилье. В 1768 году он становится помощником органиста (эту должность занимает его отец Хосе Бласко де Небра с 1735 года) в Севильском кафедральном соборе. В 1778 году его назначают главным органистом. Этот пост он занимает до своей смерти.
Музыка Бласко де Небра возникла в переломную эпоху сближения сакральных и секулярных жанров. Бласко де Небра имел возможность ознакомиться с творчеством Доменико Скарлатти, Антонио Солера и своего отца Хосе Бласко де Небра (который в своё время был учителем Антонио Солера). Однако Мануэль был решителен и развил преклассицистскую форму сонаты гораздо дальше, чем это сделали Солер и Скарлатти. Гораздо ближе Мануэль приблизился к эпохе Классицизма в своей совершенной музыке, использовав такие приёмы, как соприкосновение тоник и доминант и внесение в тематические повторения элемента контраста.
Человек своего века, современник Моцарта, Гайдна, сыновей Баха, Бласко де Небра с упорством осваивал идеи Доменико Скарлатти, который в 1728—1733 гг. проводил в Севилье длительные командировки. Мануэль впитывал мудрость и гений Антонио Солера, чьё Llave de la modulacion обогатило технический и гармонический арсенал севильца.
В течение своей карьеры он был известен своей замечательной способностью чтения с листа и своей выразительной игрой на органе, клавесине и фортепьяно.

## Творчество
Мануэль Бласко де Небра написал около 170 произведений. До наших дней дошло только 30:
Seis sonatas para clave y fuerte-piano op.1 (Madrid, 1780; ed. R. Paris, Madrid, 1964);
six pastorellas and 12 sonatas (E-MO; ed. B. Johnsson, Egtved, 1984);
six keyboard sonatas (Osuna, Encarnación Monastery; ed. M.I. Cárdenas Serván, Madrid, 1987).